# Lycosa suzukii
Lycosa suzukii este o specie de păianjeni din genul Lycosa, familia Lycosidae, descrisă de Yaginuma, 1960. Conform Catalogue of Life specia Lycosa suzukii nu are subspecii cunoscute.